# Гарсия, Данна
Да́нна Мари́я Гарси́я Осу́на (исп. Danna Maria Garcia Osuna; род. 4 февраля 1978, Медельин) — колумбийская актриса и певица. Одна из самых популярных колумбиек в Латинской Америке. В 2008 году названа самым красивым лицом по версии «People en Espanol’s Los 50 mas Bellos list». Является добровольцем Красного Креста. Говорит на английском, немецком, французском и испанском языках.

## Биография
Данна Мария Гарсия Осуна родилась 4 февраля 1978 года в семье колумбийской певицы Клаудии Осуна. У Данны есть старшая сестра — Клаудия и младший брат — Хайме. Изучала менеджмент, общественные связи и актёрское мастерство.
Начала свою карьеру в шоу-бизнесе в 1994 году в качестве певицы. Вместе с сестрой Клаудией пела в группе «Cafe moreno», выпустившей 3 диска. Но группа распалась в 1998 году, когда Данна не смогла совмещать певческую карьеру со съёмками в сериалах.
В 1994 году сыграла свою первую крупную роль в сериале «Кофе с ароматом женщины». В 1996 году стала первой колумбийской актрисой, приглашённой в мексиканский сериал «К северу от сердца». После этой съёмки ещё несколько раз снималась в Мексике.
Наибольшая популярность пришла к Данне после съёмок в колумбийской теленовелле «Тайная страсть» — ремейке теленовеллы «Тихие воды». Здесь она встретилась с Марио Симарро, Паолой Рей, Наташей Клаусс. Они с Марио так хорошо изображали любовь, что Данну даже обвиняли в крахе брака Марио Симарро и актрисы Наталии Стрейгнард. Актёры, снимавшиеся в сериале, получили много премий, в том числе и международных. Фильм был закуплен для показа многими странами (в том числе Россией, Украиной и США). На волне успеха был снят мексиканский ремейк «Огонь в крови».
В 2008 году Данна вновь снималась в паре с Марио Симарро в теленовелле «Предательство».
В 2008—2009 годах Данна снялась в мексиканском ремейке аргентинской теленовеллы «Ты — моя жизнь» с Натальей Орейро и Факундо Араной в главных ролях. Её партнером был Себастьян Рульи.
Состоит в отношениях с испанским выдающимся писателем и журналистом — Иваном Гонсалесом. В июле 2017 года у пары родился сын Данте Гонсалес Гарсия.

## Сериалы
- «Кофе с ароматом женщины» (Колумбия,1994) — Марсела Вальехо Корте
- «Виктория» (Колумбия,1995) — Виктория
- «К северу от сердца» (Мексика,1997) — Элоиса
- «Жестокая любовь» (Колумбия,1998) — София Сантана
- «Поговори со мной о любви» (1999) — Хулия/ Химена
- «Реванш» (Венесуэла, 2000) — Соледад Сантандер/ Мариана Руис
- «Тайная страсть» (Колумбия—США,2003) — Норма Элисондо Асеведо
- «Я научу тебя любить» (Мексика,2004) — Диана Ривьера
- «Разбитые сердца» (2006) — Аура Эчарри
- «Женщины — убийцы» (Мексика,2005-2007) — Франсиска
- «Решения» (Decsiones) (2007) — Франсиска
- (Предательство) (La traicion) (2008) — Соледад де Обрегон
- «В последний момент» (Tiempo final) (2008) — Ана
- «Удар в сердце» (Un gancho al corazon) (Мексика, 2008—2009) — Валентина Лопес
- «Красивая неудачница» (Bella Calamidades) (Колумбия,США,2009-2010) — Долорес «Лола» Карреро
- «Кто-то смотрит на тебя» (Alguien te mira) (США,2010) — Пьедад Эстевес
- "Небо в твоих глазах" (El cielo en tu mirada) (2012) — Анхелика Мария
- "Как прекрасна любовь" (Que bonito amor) (2012—2013) — Мария
- "Камелия из Техаса" (Camelia la Texana) (2014) — Роса
- "Непростительно" (Lo imperdonable) (2015) — Ребека
- "Маршрут 35" (Ruta 35) (2016) — София Бермудес
- "Амазонки" (Las Amazonas) (2016) — Диана Сантос Луна

## Премии
В 2004 году номинировалась на премию INTE Award в номинации «Лучшая актриса года» вместе с Паолой Рей и Наталией Стрейгнард, которая и стала победительницей.